# 以那镇
以那镇，是中华人民共和国贵州省毕节市织金县下辖的一个乡镇级行政单位。

## 行政区划
以那镇下辖以下地区：
松塔社区、松林村、以那村、凉山村、化泥村、化合村、莲花村、茶林村、五星村、沙田村、光星村、松树坪村、三合村、林家寨村、箐口村、龙兴村、大寨村和木兴村。